# Édouard Ernest Prillieux
Édouard Ernest Prillieux est un botaniste et homme politique français né le 11 janvier 1829 à Paris et mort le 7 octobre 1915 à Mondoubleau (Loir-et-Cher).

## Biographie
Après des études de médecine et des études au Muséum national d'histoire naturelle, à Paris, il entre en 1850 à l'institut national agronomique de Versailles. Il se spécialise sur les maladies des plantes, et notamment sur celles de la vigne et des arbres fruitiers. En 1874, il est professeur à l'école des Arts et Manufactures, puis en 1876, à l'Institut agronomique de Paris. Il entre en 1876 à la Société nationale d'agriculture, dont il sera président. En 1876, il sera le premier professeur de Pathologie végétale à l'Institut Agronomique de Paris qui vient d'être fondé et où il enseignera jusqu'en 1898. En 1879, il est président de la Société botanique de France. En 1897, il entre à l'Académie des Sciences, dans la section botanique. En 1883, il est inspecteur général de l'enseignement agricole.
Il est conseiller général du canton de Mondoubleau de 1890 à 1915, et sénateur de Loir-et-Cher de 1897 à 1906, siégeant au groupe de l'Union républicaine.
Il meurt le 7 octobre 1915 à Mondoubleau et est enterré au cimetière du Père-Lachaise (19e division).

## Distinctions
- Commandeur de l'ordre du Mérite agricole (1900)